# Lentillac-Saint-Blaise
Lentillac-Saint-Blaise là một xã thuộc tỉnh Lot trong vùng Occitanie phía tây nam nước Pháp.